# Communauté de communes les Châteaux
Die Communauté de communes les Châteaux ist ein ehemaliger französischer Gemeindeverband mit der Rechtsform einer Communauté de communes im elsässischen Département Bas-Rhin in der Region Grand Est. Sie wurde am 11. Dezember 2000 gegründet und bestand aus fünf Gemeinden, in denen es jeweils mindestens ein Schloss (Chateau) gibt. Der Verwaltungssitz befand sich im Ort Breuschwickersheim.

## Historische Entwicklung
Mit Wirkung vom 1. Januar 2017 wurde der Gemeindeverband aufgelöst und die ehemaligen Mitgliedsgemeinden in die Metropole von Straßburg integriert.

## Ehemalige Mitgliedsgemeinden
1. Achenheim
2. Breuschwickersheim
3. Hangenbieten
4. Kolbsheim
5. Osthoffen